# بخش سونساری
بخش سونساری (به لاتین: Sunsari District) یک بخش در نپال است که در استان شماره ۱ واقع شده‌است. بخش سونساری ۱٬۲۵۷ کیلومتر مربع مساحت و ۷۶۳٬۴۹۷ نفر جمعیت دارد.